# 朗師講
朗師講（ろうしこう）とは、日蓮の高弟である六老僧の1人・日朗を祖とする日朗門流（比企谷門流・池上法類）に属する寺院を中心に営まれる仏事。また、その仏事を営む寺院もしくは檀信徒によって構成される講。主に報恩読誦会が営まれる。

## 沿革
日蓮に最も永く近侍した日朗は「師孝第一」（師に随身給仕し忠孝の誠を尽くす事については弟子の中で第一である、という意）と謳われ、日蓮の没後に武蔵国鎌倉比企谷の長興山妙本寺及び同国池上の長栄山本門寺と下総国平賀の長谷山本土寺の3ヶ寺を継承した。当初はこの3ヶ寺を往復していたが、後に武蔵国の妙本寺・本門寺を直弟子である九老僧の一人・日輪に、下総国の本土寺を同じく日傳に、それぞれ託した。特に延慶2年（1309年）正月に日傳に本土寺を託す際には置文を著し、“三山は常に一体であり断じて門流が違えるようなことがなきよう”厳命した。この事から妙本寺・本土寺・本門寺の3ヶ寺を「朗門の三長三本」と称するようになる。また、妙本寺と本門寺の住持職を1人が兼任する「両山一首の制」が確立された。
このように、置文が定められてから安土桃山時代に亘る約300年は妙本寺を本拠として比企谷門流が護持されたが、天正19年（1591年）両山12世・佛乗院日惺が徳川家康の江戸入府に伴い本門寺に本拠を遷した。　ところが、寛永7年（1630年）の身池対論において不受不施義を掲げる三長三本は敗者と認定され、幕命により身延山久遠寺の支配に組み込まる事となる。その後檀林の発達に伴って、両山には飯高檀林城下谷（ねごやさく）十二庵の出身者が晋山する事となり、再び久遠寺とは異なる法類が形成されるようになった。この流れの中、寛文13年（1673年）には真間山弘法寺 15世・妙悟院日玄が両山22世に晋山し南谷檀林を開檀。この事が端緒となり池上日朗門流と真間日頂門流は急速に一体化の道を進め、結果として両門流の存在感を高める事に成功した。　更に宝永元年（1704年）には、慈雲院日潤が久遠寺の選定・認証ではなく法類の推挙を承ける形で両山23世となった事から、両山の独立が決定的なものとなり池上法類が確立された。その一方で、本土寺は法類確立後も中村檀林西法眷（西谷）出身の奠師法縁に属し池上法類に復する事はなかった。
明治時代以降には、中老僧日法開山の寂光山龍口寺と中老僧日位開山の龍水山海長寺も池上法類に連なる事となり、今日に至っている。このように、日朗門流は地理的要因から他門流よりも時の権力に干渉され易く、その影響は他門流との離合集散という形で表れた。これらの事象に相対する中で、結果として門流全体の結束が強固なものとなり師孝第一・給仕第一の門風が醸成される事となった。従って、門流寺院では本尊や祖師像の他に日朗の尊像や位牌を安置しているケースが多く見られるが、その中でも特に両山の塔頭や直末寺院では輪番制で報恩読誦会を営む「朗師講」が組まれ、その伝統が色濃く継承されている。

## 池上法類
池上法類は飯高檀林城下谷十二庵から派生した芳師法類と中道不二庵法類から成り、大本山長栄山本門寺を出世寺とする五本山を擁する。城下谷の祖は両山16世・心性院日遠の高弟である壽量院日祐で、日祐の高弟に両山22世・妙悟院日玄と海長寺25世・常住院日宣がおり、更に日宣の弟子に両山25世・守玄院日顗と弘法寺21世・法悟院日行がいる。この日玄の系譜から、両山24世・妙玄院日等を祖とする妙玄庵法類と両山26世・成壽院日芳を祖とする樹下庵法類の2法類が派生し、後に統合して「芳師法類（芳師法縁）」という単一法類となった。また日宣の系譜から日顗を祖とする不二庵法類が派生した。日顗には数多くの門弟がいるが、その中でも本妙院日静（長祐山承教寺26世・如山法縁縁祖）・常求院日章（両山27世・中延法縁縁祖）・順正院日進（広普山妙國寺21世・堺感應寺法縁縁祖）・本壽院日利（両山30世・土富店法縁縁祖）・止静院日雄（鎮護山善國寺18世・神楽坂法縁縁祖）が法縁の祖となった。また、本壽院日利の門弟から大道院日專（長崇山本行寺27世・大坊顕之字法縁縁祖）が、止静院日雄の門弟から玄玄院日顓（両山准歴・柳嶋法縁縁祖）と明悟院日光（妙見山妙福寺歴世・大久保法縁縁祖）が、それぞれ法縁の祖となった。この日顗直系の8法縁の他に法弟・日行（螢沢法縁縁祖）の門末も併せた9法縁が不二庵法類と総称されたが、宝暦4年（1754年）に不二庵と中道院が合併した事から「中道不二庵法類」と称される事となった。また幕末以降に、如山法縁が神楽坂法縁及び柳嶋法縁に分割合併し、螢沢法縁が土富店法縁と提携した事から、現在は7法縁となっている。このような事から、朗師講は池上法類に所属するもしくは縁故のある寺院及び住職によって構成されている。

### 池上五本山
- 霊跡本山 長興山妙本寺
- 霊跡本山 寂光山龍口寺
- 本山 真間山弘法寺
- 本山 龍水山海長寺
- 本山 長崇山本行寺

### 芳師法類
- 妙玄庵法縁（縁祖：妙玄院日等　縁頭寺：妙玄庵。現在の妙玄山實相寺）
- 樹下庵法縁（縁祖：成壽院日芳　縁頭寺：樹下庵）

### 中道不二庵法類
- 如山法縁（縁祖：本妙院日静　縁頭寺：未詳）- 幕末から明治期にかけて、主に神楽坂法縁と柳嶋法縁に分散・合併した
- 中延法縁（縁祖：常求院日章　縁頭寺：八幡山法蓮寺）
- 堺感應寺法縁（縁祖：順正院日進　縁頭寺：光照山感應寺）
- 土富店法縁[8]（縁祖：本壽院日利　縁頭寺：安立山長遠寺）
- 大坊顕之字法縁（縁祖：大道院日專　縁頭寺：本山 長崇山本行寺）
- 神楽坂法縁（縁祖：止静院日雄　縁頭寺：鎮護山善國寺）
- 柳嶋法縁（縁祖：玄玄院日顓　縁頭寺：妙見山法性寺）
- 大久保法縁（縁祖：明悟院日光　縁頭寺：春時山法善寺）
- 螢沢法縁（縁祖：法悟院日行　縁頭寺：日照山長明寺）- 土富店法縁と提携

## 主な朗師講

### 池上朗師講
大本山長栄山本門寺を本院とし、24ヶ寺で構成されている。単に「朗師講」と言えば池上朗師講の事を指す。原則として毎月開催。
- 長崇山本行寺　大坊顕の字法縁 - 三院家
- 朗慶山照栄院　柳嶋法縁 - 三院家
- 妙祐山理境院　芳師法縁 - 三院家
- 妙玄山實相寺　芳師法類 - 芳師法類 類頭寺
- 長栄山中道院　中道法類 - 中道不二庵法類 類頭寺[9]
- 長栄山南之院　芳師法縁
- 蓮華山東之院　芳師法縁
- 慈性山安立院　芳師法縁
- 大経山心浄院　芳師法縁
- 法寿山本光寺　芳師法縁
- 東照山常仙院　中延法縁
- 朗栄山本妙院　中延法縁
- 慧光山厳定院　大坊顕の字法縁
- 長栄山西之院　大坊顕の字法縁
- 微妙山真性寺　大坊顕の字法縁
- 不変山永寿院　神楽坂法縁
- 長荘山養源寺　神楽坂法縁
- 喜昇山本成院　柳嶋法縁
- 広布山覚源院　柳嶋法縁
- 妙教山法養寺　小西法縁[10]
- 玄性山妙雲寺　通師雑司谷法縁[11]
- 覚応山長勝寺　潮師法縁[12]
- 法光山善慶寺　什師法縁[13]

### 鎌倉朗師講
霊跡本山長興山妙本寺を本山とし、13ヶ寺で構成されている。原則として毎月開催。
- 行時山光則寺　芳師法縁[14]
- 妙法華山安国論寺　土富店法縁
- 海潮山妙長寺　土富店法縁
- 四条山収玄寺　土富店法縁
- 龍口山本龍寺　土富店法縁
- 龍口山妙典寺　土富店法縁
- 猿畠山法性寺　土富店法縁
- 妙顕山常勝寺　土富店法縁
- 法華山本興寺　大坊顕の字法縁
- 笛田山佛行寺　大坊顕の字法縁
- 慧雲山常栄寺　神楽坂法縁
- 大乗山薬王寺　潮師法縁[15]

### 稲毛朗師講
大本山長栄山本門寺を本山とし、旧・武蔵国橘樹郡稲毛領（現・川崎市北部）に点在する直末寺6ヶ寺で構成されている。正式名称は「稲毛門中朗師講」。原則として奇数月開催。戦前までは、住職の認証や色衣袈裟の着帯等に関して、当事者以外の5ヶ寺の住職が連署した請願書を本山に提出し、貫首の裁可を承けてから宗門に届け出る慣わしがあった。また、本山行事への出仕や賦課金の上納は6ヶ寺の住職が揃って行うと共に、稲毛門中としても本山同様の行事（千部会・御会式等）を営んでいた。特に千部会については檀信徒によって「稲毛千部講」が組織され、門中のみならず本山日圓山妙法寺の千部会にも参列するなど精力的に活動していた。 このような伝統を厳格に継承した事により、寺格廃止後に本山同紋袈裟の着帯が特許され今日に至っている。
- 龍燈山善立寺　芳師法縁
- 法性山圓融寺　芳師法縁[18]
- 秋興山淨元寺　土富店法縁
- 興林山宗隆寺　神楽坂法縁
- 初香山本遠寺　神楽坂法縁
- 法言山安立寺　柳嶋法縁

## 脚註
1. ↑  「第一比企谷長興山妙本寺、第二平賀長谷山本土寺、第三池上長榮山本門寺、三長三本永く三寺一寺たるべく、法水更に同ぜざるべからざるものなり。中を取りて本土寺の事は貴坊日傳上人へあづけ申すなり。此の旨、曾谷殿も御同心の處也。」
2. ↑  貫首不在となった妙本寺には別当職に相当する「司務職」を置き妙本寺全山を総理統監させた。また、歴代司務職には妙本寺本院・本行院の住職が就任する慣わしとなった。なお、両山一首の制は600年以上も保持されてきたが、昭和16年（1941年）に一山一首の制に移行し現在に至る。
3. ↑  「城下谷」とは学生寮群の所在地の名称で、頭寮 向城庵・二老寮 心性庵・幽谷庵・待曉庵・井戸寮・桐陰庵・祈寮 如山軒・髙松庵・常照庵・大有庵・容光庵・大久庵の12棟の庵室があった。飯高檀林にはこの他に「中台谷」と「松和田谷」があり、両谷出身者は主に久遠寺系の寺院に入寺した。
4. ↑  法類・法縁とは、同じ宗旨・宗派に属し密接な関係を持つ僧侶並びに寺院のこと。檀林に設けられた学生寮群ごとに学閥が形成された事に端を発し、この学閥を基に檀林修了後の入寺先が固定化されるようになった事から、法類・法縁と称される門流が確立された。
5. ↑  行基開山と伝わる下総国随一の古刹。六老僧の1人・日頂と日頂の義父である富木常忍が、時の住持・了性法印尊信を法論の末に帰伏させ、以後は日頂門流（真間門流）の根本寺院として栄えた。
6. ↑  日玄から江戸時代最後の貫首である60世・妙慈院日運まで38人の貫首うち実に20人が弘法寺から晋山している。「変則三山一首の制」とも称すべきこの現象は、池上門流が真間門流と対等性を確保しつつも一体化しているという事実を示している。実際に江戸時代に編纂された『諸宗末寺帳』では「長興山妙本寺・長榮山本門寺」と「真間山弘法寺」は別立であって本末関係にはない。
7. ↑  『池上本門寺史管見』に於いて石川存静が指摘するように大久保法縁の縁祖については現段階でも確定されていないが、『池上法類中延法縁史』の記述を採用し仮に明悟院日光とする。
8. ↑  螢沢法縁と提携関係にある為、厳密には「土富店法類」と称する。
9. ↑  住職は柳嶋法縁。
10. ↑  旧本寺は大本山長栄山本門寺。
11. ↑  旧本寺は大本山小湊山誕生寺。
12. ↑  旧本寺は大本山小湊山誕生寺。
13. ↑  旧本寺は日什門流別格本山経王山本光寺。
14. ↑  住職は土富店法縁。
15. ↑  旧本寺は本山自昌山國前寺。
16. ↑  主に龍燈山善立寺と法言山安立寺の檀信徒によって組織されていた。平成23年（2011年）に休講。
17. ↑  紀伊徳川家三つ葉葵紋もしくは池上朗師紋
18. ↑  明治から大正に掛けては中道不二庵法類の中延法縁に属していた。